# Kościół Narodzenia Najświętszej Maryi Panny w Bobrownikach
Kościół Narodzenia Najświętszej Maryi Panny w Bobrownikach – katolicki kościół filialny zlokalizowany we wsi Bobrowniki w gminie Chociwel, w powiecie stargardzkim (województwo zachodniopomorskie). Należy do parafii Matki Boskiej Bolesnej w Chociwlu.

## Historia i architektura
Kościół został wzniesiony na przełomie XV i XVI wieku. Murowany z kamienia polnego i cegły, sytuowany jest na planie prostokąta. Jest budowlą orientowaną, bez wyodrębnionego prezbiterium. Ozdobny szczyt ściany wschodniej wykonany został z cegły. W ścianach nawy znajduje się 5 półkoliście zakończonych okien, przemurowanych w XIX wieku, obmurowanych cegłą. Przy zachodniej elewacji kościoła znajduje się postawiona na przełomie XVIII i XIX wieku drewniana wieża dzwonna, zwieńczona blaszanym hełmem. Na wieży zawieszone są dwa dzwony z 1926 roku.
Wnętrze kościoła nakrywa drewniany, belkowany strop. Nad wejściem znajduje się empora chórowa z prospektem organowym. Z wyposażenia zachowały się: chrzcielnica z 1695 roku, XIX-wieczne drewniane ławki oraz figury z późnogotyckiego tryptyku ołtarzowego w typie Sacra Conversazione z około 1500 roku (Madonna z Dzieciątkiem, 12 Apostołów i hermy), wkomponowane w późniejszy ołtarz.
Po II wojnie światowej kościół został poświęcony jako świątynia katolicka w dniu 17 sierpnia 1947 roku przez księdza Wiktora Szczęsnego TChr.